# Detroit (Illinois)
Pour les articles homonymes, voir Detroit.
Detroit est un village situé dans l’État américain d'Illinois, dans le comté de Pike. Selon le recensement de 2010, sa population est de 83 habitants.